# Liste des œuvres de Sirius
Cette liste chronologique des œuvres publiées par Sirius est détaillée par personnage. Elle couvre l'ensemble de sa carrière jusqu'à sa disparition et contient des histoires prépubliéées, mais inédites en album, ou encore des parutions posthume en tirage limité par Le Coffre à BD parues avec l'accord de son épouse et de ses héritiers.

## Œuvres publiées par Sirius

### Bouldaldar
Cette série est parfois nommée Bouldaldar et Colegram dans certaines publications. 
Créateur, scénariste et dessinateur de Bouldaldar depuis 1938.
| Date de prépublication | Nom de l'album et numérotation dans la série                                       | Éditeur(s) et dépôt légal de l'album (DL)         | Auteur(s)                   | Nombre de planches et notes d'édition                           |
| ---------------------- | ---------------------------------------------------------------------------------- | ------------------------------------------------- | --------------------------- | --------------------------------------------------------------- |
| 1938                   | 1. Le Petit Homme (version dite « Patriote illustré ») • Inédit en album classique | La Libre Belgique (DL : 1951)                     | Sirius (scénario et dessin) | 76 planches à l'italienne (Noir et blanc) • Histoire incomplète |
| 1943                   | 2. Le Petit Homme (version Polochon dite « Bravo ») • Inédit en album classique    | Michel Deligne (DL : 1979) Tirage limité 1000 Ex  | Marco (scénario et dessin)  | 80 planches à l'italienne (Noir et blanc) • Histoire complète   |
| 1951                   | 3. La Forêt menacée                                                                | La Libre Belgique (DL : 1951)                     | Sirius (scénario et dessin) | 44 planches (Quadrichromie) • Histoire complète                 |
| 1951                   | 4. La Rivière enchantée                                                            | La Libre Belgique (DL : 1951)                     | Sirius (scénario et dessin) | 44 planches (Noir et blanc) • Histoire complète                 |
| 1952                   | 5. Le Château féerique • Inédit en album classique                                 | Le Coffre à BD (DL : juin 2010) Tirage limité     | Sirius (scénario et dessin) | 92 planches (Bichromie) • Histoire complète                     |
| 1952                   | 6. L’Homme qui aimait les machines • Inédit en album classique                     | Le Coffre à BD (DL : avril 2008) Tirage limité    | Sirius (scénario et dessin) | 44 planches (Bichromie) • Histoire complète                     |
| 1953                   | 7. Le Boudin élastique • Inédit en album classique                                 | Le Coffre à BD (DL : février 2009) Tirage limité  | Sirius (scénario et dessin) | 44 planches (Bichromie) • Histoire complète                     |
| 1953                   | 8. Arsène Lapin • Inédit en album classique                                        | Le Coffre à BD (DL : juillet 2008) Tirage limité  | Sirius (scénario et dessin) | 44 planches (Bichromie) • Histoire complète                     |
| 1954                   | 9. Ballaboule, le bonhomme de neige                                                | Le Coffre à BD (DL : Oct. 2008) Tirage limité     | Sirius (scénario et dessin) | 44 planches (Bichromie) • Histoire complète                     |
| 1954                   | 10 a. Le Parfum des fleurs • Inédit en album classique                             | Le Coffre à BD (DL : Oct. 2010) Tirage limité     | Sirius (scénario et dessin) | 24 planches (Bichromie) • Histoire complète                     |
| 1954                   | 10 b. Les “pour” et les “contre” • Inédit en album classique                       | Le Coffre à BD (DL : Oct. 2010) Tirage limité     | Sirius (scénario et dessin) | 30 planches (Bichromie) • Histoire complète                     |
| 1955                   | 11 a. Les Frères Foitrois • Inédit en album classique                              | Le Coffre à BD (DL : décembre 2010) Tirage limité | Sirius (scénario et dessin) | 27 planches (Quadrichromie) • Histoire complète                 |
| 1955                   | 11 b. Bémou la double croche • Inédit en album classique                           | Le Coffre à BD (DL : décembre 2010) Tirage limité | Sirius (scénario et dessin) | 22 planches (Quadrichromie) • Histoire complète                 |
| 1956                   | 12. Fari-Dondaine suivi de D'artimon • Inédit en album classique                   | Le Coffre à BD (annoncé) Tirage limité            | Sirius (scénario et dessin) | ? planches (Quadrichromie) • Histoire complète                  |
| 1970                   | 13 a. Printemps en forêt                                                           | Le Coffre à BD (annoncé) Tirage limité            | Sirius (scénario et dessin) | 16 planches (Quadrichromie) • Histoire complète                 |
| 1970                   | 13 b. Les Oubliettes du grand sommeil                                              | Le Coffre à BD (annoncé) Tirage limité            | Sirius (scénario et dessin) | 44 planches (Quadrichromie) • Histoire complète                 |
| 1978                   | 15. L’Essence de sève • Inédit en album classique                                  | Le Coffre à BD (DL : juin 2008) Tirage limité     | Sirius (scénario et dessin) | 44 planches (Quadrichromie) • Histoire complète                 |
| 1978                   | 16. La Tour des eaux noires • Inédit en album classique                            | Le Coffre à BD (DL : décembre 2008) Tirage limité | Sirius (scénario et dessin) | 44 planches (Quadrichromie) • Histoire complète                 |
| 1979                   | 17. Le Moulin de l’épouvantable • Inédit en album classique                        | Le Coffre à BD (DL : février 2009) Tirage limité  | Sirius (scénario et dessin) | 44 planches (Quadrichromie) • Histoire complète                 |
| 1980                   | 18. Il n’y a plus de rouge dans le noir • Inédit en album classique                | Le Coffre à BD (DL : juillet 2009) Tirage limité  | Sirius (scénario et dessin) | 44 planches (Quadrichromie) • Histoire complète                 |
| 1980                   | 14 a. Armande du lac des brumes                                                    | Dupuis (DL : Oct. 1981)                           | Sirius (scénario et dessin) | 44 planches (Quadrichromie) • Histoire complète                 |
| 1980                   | 14 b. La Tourte • Inédit en album classique                                        |                                                   | Sirius (scénario et dessin) | 6 planches (Quadrichromie) • Histoire complète                  |
| 1981                   | 19. La Guerre des Kobolds • Inédit en album classique                              | Le Coffre à BD (DL : juin 2009) Tirage limité     | Sirius (scénario et dessin) | 44 planches (Quadrichromie) • Histoire complète                 |
| 1981                   | 22 a. Ganymédiens, go home • Inédit en album classique                             | Le Coffre à BD (Annoncé) Tirage limité            | Sirius (scénario et dessin) | 44 planches (Quadrichromie) • Histoire complète                 |
| 1981                   | 22 b. Silence, on retourne • Inédit en album classique                             |                                                   | Sirius (scénario et dessin) | 6 planches (Quadrichromie) • Histoire complète                  |
| 1982                   | 20. Les Dents de nuées • Inédit en album classique                                 | Le Coffre à BD (Annoncé) Tirage limité            | Sirius (scénario et dessin) | 44 planches (Quadrichromie) • Histoire complète                 |
| 1983                   | 21. Le Truc du truc à troc • Inédit en album classique                             | Le Coffre à BD (Annoncé) Tirage limité            | Sirius (scénario et dessin) | 44 planches (Quadrichromie) • Histoire complète                 |

Notes bibliographiques :
- Bouldaldar, édité par La Libre Belgique en 1951, contient les histoires nos 3 et 4.
- Le Petit Homme, édité par les Éditions Michel Deligne en 1979, format à l'italienne, contient l'histoire no 2
- Armande du lac des brumes, édité par Dupuis en 1981 dans la collection Carte blanche, contient l'histoire no 14 a.
- La Forêt menacée, édité par Claude Lefrancq en 1991, contient l'histoire no 3 mise en couleur.

### L'Épervier bleu
Créateur, scénariste et dessinateur de L'Épervier bleu depuis 1942. 602 planches (environ) ont été publiées.
| Date de prépublication | Nom de l'album et numérotation dans la série                                                            | Éditeur(s) et dépôt légal de l'album (DL)        | Auteur(s)                                                  | Nombre de planches et notes d'édition                        |
| ---------------------- | --- | ------------------------------------------------ | ---------------------------------------------------------- | ------------------------------------------------------------ |
| 1943                   | 1 a. L’Épervier bleu                                                                                    | Dupuis (DL : 1948)                               | Sirius (scénario et dessin)                                | 57 planches (quadrichromie) • Histoire tronquée              |
| 1948                   | 1 b. L’Épervier bleu                                                                                    | Dupuis (DL : 1948)                               | Sirius (scénario et dessin)                                | 41 planches (quadrichromie) • Histoire complète              |
| 1945                   | 2. Le Pharaon des cavernes                                                                              | Dupuis (DL : 1950)                               | Sirius (scénario et dessin)                                | 58 planches (quadrichromie) • Histoire complète              |
| 1947                   | 3. L’Île aux perles                                                                                     | Dupuis (DL : 1953)                               | Sirius (scénario et dessin)                                | 62 planches + 2 inédites (quadrichromie) • Histoire complète |
| 1949                   | 4. Les Pirates de la stratosphère                                                                       | Dupuis (DL : 1951)                               | Sirius (scénario et dessin)                                | 40 planches (quadrichromie) • Histoire complète              |
| 1949                   | 5. L’Ennemi sous la mer                                                                                 | Dupuis (DL : 1952)                               | Sirius (scénario et dessin)                                | 44 planches + 2 inédites (quadrichromie) • Histoire complète |
| 1950                   | 6. La Vallée interdite                                                                                  | Dupuis (DL : 1954)                               | Sirius (scénario et dessin)                                | 44 planches + 2 inédites (quadrichromie) • Histoire complète |
| 1951                   | 7. Point zéro                                                                                           | Dupuis (DL : 1954)                               | Sirius (scénario et dessin)                                | 44 planches (quadrichromie) • Histoire complète              |
| 1951                   | 8. La Planète silencieuse                                                                               | Dupuis (DL : 1954)                               | Sirius (scénario et dessin)                                | 40 planches (quadrichromie) • Histoire complète              |
| 1973                   | 11. Le Puzzle de l’au-delà • Inédit en album classique                                                  | Le Coffre à BD (DL : juillet 2007) Tirage limité | Sirius (dessin et couleurs) Jean-Marie Brouyère (scénario) | 44 planches (quadrichromie) • Histoire complète              |
| 1974                   | 12 a. Le Cimetière de l’infini • Inédit en album classique                                              | Le Coffre à BD (DL : juillet 2007) Tirage limité | Sirius (dessin et couleurs) Jean-Marie Brouyère (scénario) | 45 planches (quadrichromie) • Histoire complète              |
| 1975                   | 12 b. Ce bon Julius • Inédit en album classique                                                         | Le Coffre à BD (DL : juillet 2007) Tirage limité | Sirius (dessin et couleurs) Jean-Marie Brouyère (scénario) | 21 planches (quadrichromie) • Histoire complète              |
| 1976                   | 13. Les Guerriers des solitudes • Inédit en album classique                                             | Le Coffre à BD (DL : juin 2006) Tirage limité    | Sirius (scénario et dessin)                                | 45 planches (quadrichromie) • Histoire complète              |
| 1977                   | 14. Balade irlandaise • Inédit en album classique                                                       | Le Coffre à BD (DL : juin 2006) Tirage limité    | Sirius (scénario et dessin)                                | 47 planches (quadrichromie) • Histoire complète              |
| Oct. 1986 (DL)         | Intégrale T.1 : Territoires interdits 1a. La Vallée interdite 1b. Point zéro 1c. La Planète silencieuse | Dupuis Coll. Ensemble                            | Sirius (scénario et dessin)                                | 128 planches (quadrichromie) • 3 Histoires rééditées         |

### Timour
32 volumes + deux hors-séries.

### Simon le danseur
Dessinateur de Simon le danseur depuis 1970
| Date de prépublication | Nom de l'album et numérotation dans la série | Éditeur(s) et dépôt légal de l'album (DL) | Auteur(s)                                 | Nombre de planches et notes d'édition           |
| ---------------------- | -------------------------------------------- | ----------------------------------------- | ----------------------------------------- | ----------------------------------------------- |
| 1970                   | 1. La Rade des vaisseaux perdus              | Bédéscope (DL : 1978) Tirage N/B          | Sirius (dessin) Daniel Jansens (scénario) | 44 planches (quadrichromie) • Histoire complète |
| 1972                   | 2. Les Étangs de Xyballa                     | Bédéscope (DL : 1978) Tirage N/B          | Sirius (dessin) Daniel Jansens (scénario) | 44 planches (quadrichromie) • Histoire complète |

Simon le danseur va vivre seulement 2 aventures en 1970 et 1972 dans le Journal de Spirou. Leur parution s'est bien faite en couleur, contrairement à l'édition en album réalisée par Bédéscope en 1978 qui elle est en noir et blanc.

### Pemberton
Créateur, scénariste et dessinateur de Pemberton depuis 1972. 231 planches ont été publiées.
| Date de prépublication | Nom de l'album et numérotation dans la série                | Éditeur(s) et dépôt légal de l'album (DL)            | Auteur(s)                                   | Nombre de planches et notes d'édition               |
| ---------------------- | ----------------------------------------------------------- | ---------------------------------------------------- | ------------------------------------------- | --------------------------------------------------- |
| 1972 à 1974            | 1. Les Voyages insolites de Pemberton                       | Dargaud (DL : janvier 1976) Histoires fantastiques   | Sirius et Forton (dessin) Sirius (scénario) | 44 planches (quadrichromie) • Histoires complètes   |
| 1974 à 1976            | 2. Pemberton c’est rien qu’un menteur                       | Dargaud (DL : janvier 1977) Histoires fantastiques   | Sirius (scénario et dessin)                 | 44 planches (quadrichromie) • Histoires complètes   |
| 1977 à 1978            | 3. La Vie ardente et douloureuse de Pemberton               | Dargaud (DL : Oct. 1978) Histoires fantastiques      | Sirius (scénario et dessin)                 | 44 planches (quadrichromie) • 6 Histoires complètes |
| 1980                   | 4. T’aurais pas dû, Pemberton                               | Dargaud (DL : septembre 1981) Histoires fantastiques | Sirius (scénario et dessin)                 | 44 planches (quadrichromie) • 1 Histoire complète   |
| 1996 (non publié)      | 5. Les Effilochés du crépuscule • Inédit en album classique | Le Coffre à BD (DL : décembre 2006) Tirage limité    | Sirius (scénario et dessin)                 | 44 planches (Noir et blanc) • 1 Histoire complète   |

Gérald Forton est crédité d'une collaboration à trois épisodes :
- Les Histoires de Pemberton, prépublié dans Pilote no 685, en 1972.
- Le Lützov, prépublié dans Pilote no 696, en 1973.
- La Tarantola, prépublié dans Pilote no 711, en 1973.

### Autres œuvres publiées non apparentées à des séries
Ses autres créations en histoire à suivre dont certaines sont parues en album
| Date de prépublication | Nom de l'album et numérotation dans la série             | Éditeur(s) et dépôt légal de l'album (DL) | Auteur(s)                   | Nombre de planches et notes d'édition           |
| ---------------------- | -------------------------------------------------------- | ----------------------------------------- | --------------------------- | ----------------------------------------------- |
| 1941                   | Niki Lapin • Inédit en album classique                   |                                           | Badour (scénario et dessin) | 39 planches (Noir et blanc) • Histoire complète |
| 1943 à 1946            | Caramel et Romulus • Inédit en album classique           | Dupuis (DL : 1946)                        | Sirius (scénario et dessin) | 81 planches (Noir et blanc) • Histoire complète |
| 1944 à 1946            | Mémoires de Célestin Virgule • Inédit en album classique |                                           | Sirius (scénario et dessin) | … planches (Noir et blanc) • Histoire complète  |
| 1945 à 1946            | Les Aventures de Fred Morgan • Inédit en album classique |                                           | Sirius (scénario et dessin) | … planches (Noir et blanc) • Histoire complète  |
| 1946 et 1978           | Godefroi de Bouillon                                     | Dupuis (DL : 1950)                        | Sirius (scénario et dessin) | 99 planches (quadrichromie) • Histoire complète |
| 1982                   | Gaspard la tisane                                        | Dupuis (DL : juin 1982)                   | Sirius (scénario et dessin) | 44 planches (quadrichromie) • Histoire complète |

Ses autres créations en histoire courtes